# Abraham Mateo
Abraham Mateo Chamorro (San Fernando, 25 d'agost de 1998) és un cantant, compositor, productor, ballarí i actor espanyol.
Als set anys, va cantar per primera vegada davant d'un públic en un festival a Andalusia, rebent dos anys després el premi Revelació en la competició nacional a Espanya. Amb nou anys va debutar al programa "Menuda Noche", programa de televisió andalús en el que durant quatre anys va captivar amb la seva veu a artistes convidats com Juan Luis Guerra i Raphael.
El 2009, amb només deu anys, va gravar el seu primer àlbum, amb la discogràfica EMI Music, titulat Abraham Mateo. El 2012, va signar amb Sony Music, 4 segells amb el qual ha publicat quatre àlbums d'estudi: AM (2013), Who I AM (2014), Are You Ready? (2015) i A càmera lenta (2018). Va tenir el seu primer reconeixement amb el senzill «Señorita», el qual es va mantenir durant gairebé un any en la llista dels més venuts a Espanya i es va convertir en el vídeo musical més vist del pais el 2013 a YouTube.
El seu primer gran èxit a Amèrica Llatina i Estats Units va tenir lloc el 2017 amb el tema «Loco enamorado», on col·labora amb Farruko. «Boig enamorat» es va col·locar en la llista Hot Latin Songs de Billboard i en els primers llocs de les llistes de senzills en diversos països, obtenint certificacions d'or i platí a Espanya, Estats Units i Llatinoamerica. Els seus últims senzills són col·laboracions amb Jennifer López, 50 Cent, Sofia Reyes, Manuel Turizo i Becky G. Ha anunciat un nou àlbum d'estudi titulat Sigo a lo mío per a l'estiu de 2020.
Ha realitzat tres gires musicals a Espanya i Amèrica Llatina, celebrant concerts en llocs importants com l'Auditori Nacional i el Teatre Metropolitan de la Ciutat de Mèxic, l'Estadi Lluna Park i el Teatre Gran Rex, tots dos a Buenos Aires, el Teatre Caupolicán de Santiago de Chile i el Palau d'Esports de la Comunitat de Madrid.24 Mateu va obrir els concerts de la boyband britànica One Direction a Perú, Xile i Espanya, com a part de la seva gira Where We Are Tour 2014. ha gravat cançons per a pel·lícules i sèries d'animació i ha participat com a actor en telefilms i sèries de televisió a Espanya i Portugal.28 33 ha obtingut diversos discos d'or i de platí per les vendes dels seus àlbums i sencills 
Abraham Mateo, a més de produir els seus propis temes, ha estat productor d'importants artistes com Ivy Queen, Gente de Zona, Belinda, Samo, Juan Magán, Sofia Reis, Austin Mahone, Jennifer Lopez, 50 Cent, Drake Bell, Becky G, Lali, Manuel Turizo, Agustín Casanova i Lérica. Ha col·laborat amb diversos artistes en enregistraments i actuacions en viu, entre ells amb Farruko, Jennifer Lopez, Yandel, Luis Fonsi, Sofia Reis, Becky G, Manuel Turizo, Pitbull, Ha*Ash, Austin Mahone, 50 Cent, Leslie Grace, Malú, Alejandro Sanz, Mariana Espósito, Carles Rivera, riu Roma, CCCO, Mau & Ricky, i Lérica. És autor i coautor de la majoria dels temes que ha publicat i ha participat en coautories amb importants compositors com Mónica Vélez, Mario Domm, Claudia Brant, Andres Castro, Jason Boyd "Poo Bear", Lindy Robbins, entre otros.
Ha rebut diverses nominacions en Premis Joventut de canal nord-americà de parla hispana Univision i en els iheartradio Music Awards, presentats per una de les cadenes de ràdio més importants dels Estats Units. El 2014 va rebre el Premi a la Identitat Islenya atorgat per l'Ajuntament de San Fernando, la seva ciutat natal.56 el 2015, la revista Billboard ho va incloure en la llista 21 Under 21 's Next Class i en la llista dels deu artistes llatins menors de 25 anys més atractius. Amb 19 anys, Mateo és l'artista masculí més jove a encapçalar la llista Latin Airplay de Billboard.

## Biografia
Abraham Mateo Chamorro va néixer el 25 d'agost de 1998 a San Fernando, Cadis, en el si d'una família humil, però amb arrels musicals. És germà menor del també cantant Tony Mateo, i fill d'Antonio Mateu, treballador de la construcció i vigilant jurat, i Susana Chamorro, mestressa de casa i cantant aficionada a la música espanyola i els boleros. el seu avi matern era cantant líric i d'òpera i el seu avi patern, aficionat al flamenc. Mateo va sentir vocació per la música des de petit; amb només tres anys era fan d'Operación Triunfo i intentava imitar com cantaven i ballaven els seus ídols del programa. El seu germà gran Tony, que va començar com a cantant a una edat primerenca, també va contribuir a l'interès d'Abraham per la música i el cant. Mateo va començar a cantar primer amb ajuda de la seva mare, qui va ser el seu primer preparador vocal, i després va continuar la seva educació musical amb classes de solfeig i cant amb els mestres Pedro Gordillo i Rubén Cárdenas. als sis anys va aprendre a tocar d'oïda, la flauta i un any més tard el piano i als deu anys la guitarra.
La seva primera presentació davant d'un públic va tenir lloc als seus set anys, al festival de música Veig Veig de la fundació Teresa Rabal, obtenint una Menció Especial del jurat en la competició regional d'Andalucía. Dos anys després, va ser reconegut al certamen nacional d'aquest festival amb el premi Revelació Nacional. Amb nou anys, va debutar en televisió, al programa Menuda Noche, on al llarg de quatre anys va interpretar cançons de Nino Bravo, Rocío Dúrcal, Alejandro Sanz, Luis Miguel, Raphael, Camilo Sesto, Juan Luis Guerra, David Bisbal, Miguel Gallardo, Sandro Giacobbe, entre altres artistes. En aquest programa, així com en altres de Canal Sud, va cantar amb David Bustamante, Raphael, Rosa López, David DeMaría, Francisco, Melody, Rocío Cortés i altres cantants.

### 2009-12: Àlbum homònim debut
Abraham Mateo l'abril de 2010 va debutar en un concert benèfic en el seu natal San Fernando. Als deu anys, va ser fitxat per EMI Music Spain. Amb aquest segell discogràfic, va publicar el desembre de 2009 el seu primer àlbum d'estudi, de nom homònim. En Abraham Mateo, produït per Jacobo Calderón, apareixen balades inèdites com «Destronat», «Torna amb mi» i «Un amor com els d'abans», una ranxera titulada« Llàgrimes d'amor », versions de cançons d'Alejandro Sanz, Luis Fonsi, Laura Pausini i Raphael, així com una versió en espanyol de« Without you », interpretada a duo amb la cantant francesa Caroline Costa. Aquest àlbum, el va dur a presentar-se en importants programes de televisió a Espanya i a recórrer amb fins promocionals diverses regions de país ibèric.
En els anys següents, Mateo va continuar interpretant versions de cançons en espanyol, anglès i italià, i pujant vídeos editats per ell mateix al seu compte de YouTube. Van tenir molt èxit a la plataforma YouTube, amb centenars de milers de reproduccions, les seves versions de «I Surrender» de Celine Dion, «Adagio» de Lara Fabian, «El jardí prohibit» de Sandro Giacobbe, «I Have Nothing» de Whitney Houston, «Come Home» de One Republic i interpretat a duo amb la cantant nord-americana Sabrina Carpenter, «Et vaig a estimar» d'Axel Fernando, i «Què faig jo?» d'Ha * Ash i interpretat a duo amb el seu germà Tony Mateo. El desembre de 2011, va registrar a iTunes el seu primer tema propi, «Des que et vas anar», una cançó pop-dance amb ritmes contagiants.

### 2012-14: AM i èxit a Espanya
El 2012, va signar un contracte amb la discogràfica Sony Music, amb el que va llançar el 12 de novembre de 2013 el seu segon àlbum d'estudi, titulat AM. Amb aquest àlbum, gravat a Madrid i Miami, va fer un gir al seu estil, incloent-hi, a més de balades, temes pop i electropop llatí i mesclant anglès i espanyol en les seves cançons. En la primera setmana, l'àlbum va ser el sisè àlbum més venut a Espanya i va obtenir el certificat de disc d'or. El primer senzill, «Señorita», va tenir gran repercussió en diversos països d'Hispanoamèrica i Europa, va obtenir certificació de disc d'or i es va situar en la llista dels senzills més venuts a Espanya per més de 40 setmanes. el videoclip d'aquesta cançó es va convertir en el vídeo musical més vist a Espanya a YouTube en el 2013. Gràcies a l'èxit de «Señotita» a les xarxes socials, Mateo es va situar l'abril de 2013 en el tercer lloc de la llista Next Big Sound de Billboard, la qual analitza els artistes emergents a nivell mundial que han experimentat un creixement més ràpid en les xarxes socials i webs musicals.74 va ser convidat a cantar «Señorita »a la Gala de Premis Joventut, esdeveniment que organitza anualment el canal nord-americà de parla hispana Univision al BankUnited Center de Miami, i a què va estar nominat com a Artista Revelación. Altres temes destacats de l'àlbum" AM "van ser« Girlfriend » (15° lloc de la llista de venda en la seva setmana de debut a Espanya), «Get the phone», «Més de mil anys» (de la seva pròpia autoria), «M'agrades», així com «Undercover», compost per Conor Maynard.
La gira promocional d'AM va començar el febrer de 2014 a Burjassot i va finalitzar a l'octubre del mateix any, després de gairebé 40 concerts amb ple total a tot el llarg de la geografia espanyola. Al juliol de 2014, va ser teloner de la banda britànica-irlandesa One Direction en la seva gira Where We Are Tour a Llatinoamèrica i Espanya. Va obrir els concerts de One Direction a Lima en l'Estadi Nacional de Perú, a Santiago de Xile en l'Estadi Nacional, a Barcelona a l'Estadi Olímpic Lluís Companys i, finalment, a Madrid a l'Estadi Santiago Bernabéu. A l'octubre del mateix any, al costat de les bandes britàniques The Vamps i Union J, va encapçalar el cartell del concert multitudinari organitzat per la companyia Coca Cola, al Palau dels Esports de Madrid. El novembre de 2014 va realitzar els seus primers concerts a Llatinoamèrica, a la Sala Omnium de Santiago de Xile i en el mític Estadi Lluna Park de Buenos Aires, Argentina davant milers d'espectadors. També al novembre d'aquest any va sortir a la venda a Espanya la seva primera biografia oficial titulada Abraham Mateo. I AM, publicada per l'Editorial Montena pertanyent a Penguin Random House.

### 2014-15: Who I AM i èxit a Llatinoamèrica
Abraham Mateo i el grup mexicà CD9 signant autògrafs a Ecatepec, Mèxic l'abril de 2015. Al maig de 2014, va viatjar a Los Angeles per compondre els temes del seu tercer àlbum d'estudi al costat de compositors com Damon Sharpe, Lauren Christy i Andre Merritt. L'àlbum, titulat Who I AM, és una barreja de pop, balades i R & B, amb sons futuristes, matisos de la música funk i arranjaments orgànics. Who i AM va sortir a la venda el novembre de 2014 i en la seva primera setmana va ser el cinquè àlbum més venut a Espanya, rebent la certificació de disc de Platino. A Mèxic, l'àlbum va ser publicat el febrer de 2015 i va aconseguir el número u en la llista oficial Amprofon d'àlbums més venuts en aquest país. Al juny, va sortir a la venda una edició especial de Who I AM, la qual va aconseguir en la seva primera setmana el número u en vendes a Espanya. Aquesta edició especial va incloure un DVD amb versions en acústic on van col·laborar els grups espanyols Dvicio, Crítika & Saik i Lérica. El primer senzill de l'àlbum, «All The Girls», va ser publicat el setembre de 2014, i es va posicionar en el top ten de vendes a Espanya així com en el top ten de les llistes de ràdio a Brasil.90 91 El videoclip d'aquest tema es va estrenar a l'octubre d'aquest any, sent triat millor videoclip 2014 a la plataforma de vídeos VEVO España. El segon senzill, «Another Heartbreak», va incloure un vídeo lyrics protagonitzat per fans de diversos països així com un vídeo acústic gravat en directe al costat del vocalista de Dvicio, Andres Ceballos.93 el tercer senzill promocional de l'àlbum va ser «Tot va acabar».
Com a part de la promoció de Who I AM, va viatjar a Colòmbia, Xile, Brasil, Argentina, República Dominicana i Mèxic, actuant en aquest últim país al Teatre Metropolitan amb el cantant Carlos Rivera i en l'Arena Ciutat de Mèxic al costat de la boyband mexicana CD9. Va ser el convidat sorpresa d'Alejandro Sanz en el seu concert al Palau d'Esports de Màlaga, cantant a duo un tema amb ell. També va ser convidat per Malú a cantar a duo seu èxit «Blanc i Negre »en el seu especial de Cap d'any en TVE. El desembre de 2015, va començar a Barcelona el tour Who i AM i va culminar el setembre de 2015 després de més de 40 concerts. El concert principal d'aquesta gira va tenir lloc el juny de 2015 al Palau d'Esports de la Comunitat de Madrid davant milers de persones. Al juliol va oferir el seu primer concert a Mèxic en el Plaza Comtessa amb totes les entrades exhaurides, actuant a més en l'Arena Monterrey. El novembre de 2015, va oferir el seu segon concert a l'Estadi Lluna Park de Buenos Aires així com el seu primer concert a Lima, Perú.
Mateo va col·laborar amb la italiana Lodovica Comello en el senzill «Sense usar paraules», que forma part del seu disc Mariposa. També va participar en el senzill «Per sempre», de l'àlbum debut de la banda mexicana CD9.103 compondre els temes «Ets aquest miracle» i «Recordant el petó», inclosos en Cent Mil motius, l'àlbum debut del grup espanyol Lérica.

### 2015- 2016: Are You Ready?
Abraham Mateo en l'inici de la seva gira de 2016 a la Plaça Major de Valladolid.
El març de 2015 va viatjar a Londres i a Los Angeles per compondre les cançons del seu quart àlbum d'estudi al costat dels compositors Poo Bear, Damon Sharpe, Jörgen Elofsson, Lindy Robbins, Talay Riley i Julian Emery.105 51 L'àlbum Are You Ready ?, publicat al novembre d'aquest any després del llançament del primer senzill «Old School», destaca per les seves lletres més atrevides i adultes, accents de pop britànic, R & B i tocs de reggae i inclou també balades en espanyol i anglès. 107 Are You Ready? va entrar directe al número 3 a la llista de vendes a Espanya i al número 7 a Mèxic, aconseguint certificació d'Or a Espanya. Altres temes destacats d'aquest disc són els senzills «Are You Ready?», «Així és el teu amor» (el videoclip va ser gravat a Mèxic amb la participació de fans d'aquest país) i «When You Love Somebody». Com senzills de la reedició de 'Are You Ready?' va llançar «Mou», en col·laboració amb la cantant argentina Lali, i la balada «La meva veïna» .
Com a part de la promoció de Are You Ready?, va viatjar a Colòmbia, Xile, Portugal, Argentina, Perú i Mèxic. Va celebrar el seu primer concert, i el més important de la seva carrera fins al moment, a l'Auditori Nacional de Mèxic, acompanyat de Rio Roma, la cantant Dulce María, la banda CCCO i el duo veneçolà Mau i Ricky. Altres concerts destacats d'aquesta gira van ser en el Teatre Metropolitan de Ciutat de Mèxic, el Teatre Gran Rex de Buenos Aires, el Teatre Caupolicán de Santiago de Xile on va cantar amb Lali Espósito, el Teatre Diana de Guadalajara, Mèxic, el Zócalo del Barri Antic a Monterrey, Gran Canària Arena, el Palau Municipal de Congressos de Madrid, el Palau de les Arts Reina Sofia a València, el Pavelló Santiago Martín a Tenerife, i l'Auditori de Fibes a Sevilla.
Va gravar amb el grup juvenil CCCO una versió balada del seu tema «Voldria» la qual va ser inclosa en l'àlbum debut d'aquesta banda. Va ser convidat per Riu Roma al seu concert a l'Auditori Nacional de Mèxic on van interpretar «Vaixell de paper», tema que a més van gravar junts per a la reedició de l'àlbum Ets la Persona Correcta al Moment equivocat del duo mexicà. També va ser convidat per la banda colombiana Morat al seu concert a Madrid per interpretar junts el seu èxit «Com t'atreveixes». Mateo va compondre el tema «Males llengües» per a l'àlbum Gràcies del duo espanyol Gemeliers i el senzill «el meu rumbera» per al grup Lérica. Va ser presentador de la Gala de Premis Joventut de la cadena Univision on a més va estar nominat en 3 categories.

### 2017-2018: A càmera lenta
En 2017, va iniciar una nova etapa en la seva carrera musical amb un nou equip de treball encapçalat per Armando Lozano, ex-mànager de Ricky Martin i CCCO, i Edgar Andino, representant durant molts anys de Wisin i Yandel.11 Al juny va publicar el tema «boig enamorat »en col·laboració amb els porto-riquenys Farruko i Christian Daniel, com a primer avançament del seu cinquè àlbum, a càmera lenta, que es destaca per un estil més llatí i urbà. L'11 setembre surt « boig enamorat », compost pel mateix Mateu i Edgar Barrera, va ingressar a les llistes Hot Latin Songs, Latin Airplay, Latin Pop Songs, Latin Rhythm Airplay i Latin Pop Digital Song Sales de Billboard i es va col·locar en a la llista Global Viral 50 de Spotify i en els llistats Viral 50 de més de 30 països.13 111 També va entrar al Mèxic Airplay, a la llista Promusicae de senzills més venuts a Espanya i a altres llistes d'èxits a Llatinoamèrica com Monitor Llatí i National Report. «Boig enamorat» ha estat certificat quatre vegades disc de platí als Estats Units (US Latin), doble disc de platí a Espanya i Mèxic, disc de platí a Argentina i Xile i disc d'or a Colòmbia i Perú.
El desembre de 2017 va publicar el senzill «Parla'm baixet» en col·laboració amb 50 Cent i Austin Mahone, ingressant en la seva primera setmana a la llista Latin Digital Song Sales de Billboard en la posició 17. «Parla'm Baixet» ha estat certificat disc de platí als Estats Units, i disc d'or a Espanya i Argentina. També al desembre, va col·laborar amb Ha * Ash en la cançó «30 de febrer» que apareix en l'àlbum del mateix nom del duo estatunidenc. Va col·laborar amb Pitbull el gener de 2018 en el seu senzill promocional «Jungle» inclòs en l'àlbum Greatest hits del raper estatunidenc. Aquest mateix mes, va publicar el remix de «Vulgues-me» al costat de Farruko, Jacob Forever i Lary Over.
El març de 2018 va publicar el senzill «S'ha acabat l'amor» al costat de Jennifer López i Yandel. Amb aquest tema va aconseguir el seu primer número 1 a la llista Latin Airplay de Billboard, la qual ranqueja les cançons llatines que més sonen a la ràdio dels Estats Units. Amb dinou anys, Abraham Mateo és l'artista masculí més jove a encapçalar aquesta llista. «S'ha acabat l'amor» ha estat certificat disc de platí als Estats Units.

### 2019-present: Sigo a lo mío
En l'estiu de 2019 llança «Em torno boig» amb el grup CCCO com a primer senzill del seu sisè àlbum d'estudi. L'1 d'octubre de 2019, va estrenar el tema «Què ha pasao '?» en col·laboració amb Sofia Reis com a segon avançament del nou àlbum d'estudi. Aquest mateix any, va participar al costat de Reykon al remix «Me'n vaig» de Rombai. Així mateix va col·laborar en les cançons «Bandida» de Menor Menor, «De veritat »de Adexe & Nau, « Solterita »d'Or de Lérica, entre d'altres. Com a artista principal va llançar els temes «Amb tu» al costat de Diana Ela i Leslie Shaw i «Què serà» al costat de Leslie Grace. Començat el 2020, va col·laborar novament amb Lérica a en tema «Enganxem tela» i al costat de Manuel Turizo en la cançó «No trobo paraules», tots dos temes formarien part del seu sisè àlbum d'estudi. A causa de la pandèmia de conoravirus, s'ha vist Abraham realitzant diverses transmissions en viu per compartir amb els seus seguidors, el 29 de març de 2020, va llançar el tema «Aquesta quarantena» .

## Discografia

### Àlbums d'estudi
- 2009: Abraham Mateo
- 2013: AM
- 2014: Who I AM
- 2015: Are You Ready?
- 2018: A cámara lenta
- 2020: Sigo a lo mío

## Filmografia
Ha gravat cançons per a pel·lícules de Disney com el tema «La porta cap a l'amor» de la banda sonora Frozen. A més, va compondre la banda sonora per a la sèrie de televisió Invizimals, produïda per BRB Internacional, i basada en la saga de videojocs de PlayStation. Va interpretar «Mellow Yellow», el tema principal de la versió espanyola de la pel·lícula Els Minions. Va gravar un cameo per a la sèrie juvenil "Massa Fresca" de canal de televisió portuguès TVI i el seu tema «Old School »va ser triat per a la banda sonora de la serie.
Amb nou anys va participar en el telefilm d'Antena 3 Dies Sense Llum, que explica la història del Cas Mari Luz i on va interpretar a el germà menor de la niña. Un any després, va interpretar al cantant Raphael quan era nen al telefilm Raphael: una història de superació personal (2010), produït també per la cadena Antena 3. Al costat de la cantant Angy Fernández, va participar en la minisèrie digital XQEsperar. Ha realitzat cameos en sèries de televisió com, per exemple, en les sèries b & b, de boca en boca i Dreamland i en el programa José Mota presenta.
- 2009	Dias sin luz 	 Germà menor de Mari Luz	Telefilme (Antena 3)
- 2010	Raphael: una historia de superació personañ	Falín (Raphael nen)	Telefilme (Antena 3)
- 2013	XQEsperar:	Ell mateix	(Miniserie per a Internet)
- 2014	B&b, de boca a boca: Ell mateix	(Sèrie de televisió (Telecinco))
- 2015	José Mota presenta...: Ell mateix	(Programa La1)
- 2016	Massa Fresca:	Ell mateix	(Sèrie de televisió (TVI)), Portugal.

## Gires

### Com a artista principal
- 2014: Gira AM (Espanya, Xile i Argentina)
- 2014-15: Tour Who I AM (Espanya, Mèxic, Argentina i Perú)
- 2016-17: Are You Ready? Tour (Espanya, Mèxic, Argentina, Xile i Equador)

### Com a teloner
- 2014: One Direction - Where We Are Tour (Perú, Xile i Espanya)

## Premis i nominacions
| Any  | Premi                                   | Categoria                             | Treball                                     | Resultat  |
| ---- | --------------------------------------- | ------------------------------------- | ------------------------------------------- | --------- |
| 2006 | Veo Veo                                 | Menció especial                       | Ell mateix                                  | Guanyador |
| 2008 | Veo Veo                                 | Revelació nacional                    | Ell mateix                                  | Guanyador |
| 2013 | Premios Juventud                        | Millor artista revelació              | Ell mateix                                  | Nominat   |
| 2014 | Ajuntament de San Fernando              | Identitat illenca                     | Ell mateix                                  | Guanyador |
| 2014 | Kids Choice Awards                      | Artista espanyol preferit             | Ell mateix                                  | Guanyador |
| 2014 | Neox Fan Awards                         | Cantant més cool                      | Ell mateix                                  | Guanyador |
| 2014 | Premis Bravo                            | Millor disc de l'any                  | Who I AM                                    | Guanyador |
| 2014 | Premis Bravo                            | Millor video de l'any                 | All the girls                               | Guanyador |
| 2014 | Premis Vevo                             | Millor videoclip espanyol de l'any    | All the girls                               | Guanyador |
| 2014 | Latin Music Italian Awards              | Millor Artista Llatí Masculí de l'Any | Ell mateix                                  | Nominat   |
| 2015 | Neox Fan Awards                         | Cantant que perseguiries              | Ell mateix                                  | Guanyador |
| 2015 | Neox Fan Awards                         | El hit                                | Para siempre ft. CD9                        | Nominat   |
| 2015 | Premis Quiero                           | Vídeo per a enamorar-se               | Sin usar palabras                           | Nominat   |
| 2015 | Premis Quiero                           | Millor trobada extraordinària         | Sin usar palabras                           | Guanyador |
| 2015 | Premis Quiero                           | Millor coreografia                    | Todo terminó                                | Nominat   |
| 2016 | Premis Quiero                           | Millor trobada extraordinària         | Mueve ft Lali                               | Nominat   |
| 2016 | Premis Quiero                           | Millor coreografia                    | Mueve ft Lali                               | Nominat   |
| 2016 | Premios Juventud                        | Veu del Moment                        | Ell mateix                                  | Nominat   |
| 2016 | Premios Juventud                        | El meu artista Pop-rock               | Ell mateix                                  | Nominat   |
| 2016 | Premios Juventud                        | Cançó corta-venas                     | Así es tu amor                              | Nominat   |
| 2016 | Kids Choice Awards México               | Artista o Grup Internacional Preferit | Ell mateix                                  | Nominat   |
| 2016 | Radio Disney Music Awards               | Millor Artista Espanyol               | Ell mateix                                  | Guanyador |
| 2016 | Fans Choice Awards (Mèxic)              | Millor Firma d'Autógrafs i/o Showcase | Ell mateix                                  | Guanyador |
| 2016 | Latin Music Italian Awards              | Millor Artista Masculí                | Ell mateix                                  | Nominat   |
| 2016 | Latin Music Italian Awards              | Millor Col·laboració                  | Ell mateix                                  | Nominat   |
| 2016 | Latin Music Italian Awards              | Artista Saga                          | Ell mateix                                  | Nominat   |
| 2016 | Talent Awards (Radio Talent FM, Brasil) | Millor Artista Llatí                  | Ell mateix                                  | Guanyador |
| 2016 | Young Awards (México)                   | Revelació Musical Juvenil             | Ell mateix                                  | Guanyador |
| 2016 | Bravo Awards (Espanya)                  | Artista Masculí                       | Ell mateix                                  | Guanyador |
| 2016 | Bravo Awards (Espanya)                  | Buenorro                              | Ell mateix                                  | Guanyador |
| 2016 | Bravo Awards (Espanya)                  | Mascota                               | Macareno                                    | Guanyador |
| 2017 | Premis El Público Canal Sur             | Premi Canal Fiesta Radio              | Ell mateix                                  | Guanyador |
| 2017 | Kids Choice Awards                      | Millor Artista Espanyol               | Ell mateix                                  | Guanyador |
| 2017 | Premis Quiero                           | Millor coreografia                    | Loco Enamorado ft Farruko, Christian Daniel | Nominat   |
| 2017 | Premis Quiero                           | Millor vídeo melòdic                  | Mi Vecina                                   | Nominat   |
| 2017 | Premios Telehit                         | Millor Acte de la Nit                 | Ell mateix                                  | Nominat   |
| 2018 | iHeartRadio Music Awards                | Millor Nou Artista Llatí              | Ell mateix                                  | Nominat   |